# Södermalm
Södermalm (verkort: Söder) is een stadsdeel in Stockholm in Zweden. Het stadsdeel is ontstaan op 1 januari 2007 door een samenvoeging van Maria-Gamla Stan en Katarina-Sofia. Het omvat het eiland Södermalm en een aantal dichtbijgelegen districten. Het ligt ten zuiden van Gamla Stan, dicht bij het centrum. Het stadsdeel heeft 96.549 (in 2004) inwoners en is daarmee een van de meest dichtbevolkte plekken van Scandinavië. Lange tijd werd door de Stockholmers zelf dit gebied als het armste deel van de stad beschouwd. De laatste twintig jaar is dit sterk bijgetrokken.

## Bezienswaardigheden
- Medborgarplatsen, het 'burgerplein'
- SoFo, het Soho van Stockholm: een hippe wijk
- Skatteskrapan, een wolkenkrabber
- Slussen, een grote sluis
- Söder Torn, een wolkenkrabber
- Södermalmstorg, het oudste plein van Stockholm

## Districten
Het stadsdeel bestaat uit de volgende districten:
- Gamla stan
- Riddarholmen
- Långholmen
- Reimersholme
- Södermalm
- Södra Hammarbyhamnen